# 韦拉诺
韦拉诺（義大利語：Verano），是意大利波尔扎诺自治省的一个市镇。总面积22平方公里，人口917人，人口密度41.7人/平方公里（2009年）。ISTAT代码为021112。